# محمد بن مسلم بن السائب
محمد بن مسلم بن السائب بن خباب المدني، صاحب المقصورة، تابعي، وأحد رواة الحديث النبوي، من أهل المدينة المنورة.

## روايته للحديث النبوي
- روى عن: أنس بن مالك، وأبيه مسلم بن السائب بن خباب، وأبي عَبْد الرَّحْمَنِ مولى أم فهكم.
- روى عنه: العلاء بن عبد الرحمن بن يعقوب، ومصعب بن ثابت بن عبد الله بن الزبير.[1]
- الجرح والتعديل: ذكره ابن حبان في كتاب الثقات، وروى له أبو داود حديثًا واحدًا في السنن.[1]